# Cernoocene, Kărdjali
Cernoocene (în bulgară Черноочене) este un sat în comuna Cernoocene, regiunea Kărdjali,  Bulgaria. 

## Demografie
Componența etnică a satului Cernoocene
     Turci (99,05%)
     Nicio identificare (0,94%)
     Altele (0%)
La recensământul din 2011, populația satului Cernoocene era de 316 locuitori. Din punct de vedere etnic, majoritatea locuitorilor (99,05%) erau turci. Pentru 0,94% din locuitori nu este cunoscută apartenența etnică.